# Meotipa
Meotipa is een geslacht van spinnen uit de familie van de Theridiidae (kogelspinnen).

## Soorten
- Meotipa andamanensis (Tikader, 1977)
- Meotipa argyrodiformis (Yaginuma, 1952)
- Meotipa bituberculata Deeleman-Reinhold, 2009
- Meotipa capacifaba Li, Liu, Xu & Yin, 2020
- Meotipa impatiens Deeleman-Reinhold, 2009
- Meotipa kudawaensis Benjamin & Tharmarajan, 2024
- Meotipa lingulata Liang, Yin & Xu, 2024
- Meotipa luoqiae Lin & Li, 2021
- Meotipa makiling (Barrion-Dupo & Barrion, 2015)
- Meotipa menglun Lin & Li, 2021
- Meotipa multuma Murthappa, Malamel, Prajapati, Sebastian & Venkateshwarlu, 2017
- Meotipa pallida Deeleman-Reinhold, 2009
- Meotipa picturata Simon, 1895
- Meotipa pseudomultuma Liang, Yin & Xu, 2024
- Meotipa pseudopicturata Deng, Agnarsson, Chen & Liu, 2022
- Meotipa pulcherrima (Mello-Leitão, 1917)
- Meotipa sahyadri Kulkarni, Vartak, Deshpande & Halali, 2017
- Meotipa spiniventris (O. Pickard-Cambridge, 1869)
- Meotipa striata Deng, Agnarsson, Chen & Liu, 2022
- Meotipa sujii Benjamin & Tharmarajan, 2024
- Meotipa thalerorum Deeleman-Reinhold, 2009
- Meotipa tortuosa Liang, Yin & Xu, 2024
- Meotipa ultapani Basumatary & Brahma, 2019
- Meotipa vesiculosa Simon, 1895
- Meotipa wuzhishanensis Benjamin, 2024
- Meotipa zhengguoi Lin & Li, 2021